# Death Letters
Death Letters is een tweemansformatie uit Dordrecht die een mix van punk en postrock speelt. De bandleden zijn Victor Brandt op drums en Duende Ariza Lora op zang en gitaar.

## Geschiedenis
In december 2007 verscheen hun eerste ep Play it Like You Mean It in eigen beheer. In 2008 tekenden ze bij het Amsterdamse label CoolBuzz, dat in februari 2009 het debuutalbum The Death Letters uitbracht in de Benelux en later ook in Groot-Brittannië, en het Duitse label Stagg-O-Lee (dochter van Glitterhouse Records) voor de uitgave in Duitsland, Oostenrijk en Zwitserland.
De band speelde op Noorderslag 2009 en toerde vervolgens door Nederland, waarbij ook Op De Tôffel, Appelpop, Metropolis Festival, Geuzenpop, Werfpop en Paaspop en een uitverkocht Paradiso werden aangedaan. In datzelfde jaar speelden ze in het televisieprogramma De Wereld Draait Door. Later in 2009 volgden optredens in Duitsland en in 2010 toerde de groep door Noorwegen, tekenden zij bij PIAS en vlogen zij vervolgens naar Austin in Texas om hun nieuwe album Post-Historic op te nemen. Hiervoor ging de band drie weken de studio in met producer Chris "Frenchie" Smith, die eerder had gewerkt met bands als The Datsuns, JET en ...And You Will Know Us by the Trail of Dead. Op dit album wordt de bluesrock ingewisseld voor postrock.
In maart 2011 ging de groep terug naar Amerika, speelden ze op het festival South by Southwest en verzorgden ze enkele shows in het noorden van Amerika, vergezeld door de band De Staat. In april van dat jaar kwam het album Post-Historic uit en speelde de band naast eigen shows, supportshows voor De Staat in Engeland, Nederland en Duitsland.

## Discografie

### Albums
| Album met eventuele hitnotering(en) in de Nederlandse Album Top 100 | Datum van verschijnen | Datum van binnenkomst | Hoogste positie | Aantal weken | Opmerkingen |
| ------------------------------------------------------------------- | --------------------- | --------------------- | --------------- | ------------ | ----------- |
| Play it like you mean it                                            | 2007                  | -                     |                 |              | ep          |
| The death letters                                                   | 2009                  | -                     |                 |              |             |
| Your heart upside down                                              | 2011                  | -                     |                 |              | ep          |
| Post-historic                                                       | 2011                  | 16-04-2011            | 31              | 2            |             |
| Common prayers                                                      | 2013                  | 27-04-2013            | 29              | 1*           |             |

### Singles
| Single met eventuele hitnotering(en) in de Nederlandse Top 40 | Datum van verschijnen | Datum van binnenkomst | Hoogste positie | Aantal weken | Opmerkingen                 |
| ------------------------------------------------------------- | --------------------- | --------------------- | --------------- | ------------ | --------------------------- |
| Your heart upside down                                        | 2011                  | -                     |                 |              | Nr. 69 in de Single Top 100 |